# (82332) Las Vegas
(82332) Las Vegas (2001 LV6) – planetoida z pasa głównego asteroid okrążająca Słońce w ciągu 4,11 lat w średniej odległości 2,56 j.a. Odkryta 15 czerwca 2001 roku.